# Sent Andrieu de Valbornha
Sant Andrieu de Valbornha (en francès Saint-André-de-Valborgne) és un municipi francès situat al departament del Gard i a la regió d'Occitània.